# Monasterio de Komańcza
El Monasterio de Komańcza (en polaco: Klasztor Zgromadzenia Sióstr Najświętszej Rodziny z Nazaretu w Komańczy; en latín: Congregatio Sanctae Familiae de Nazareth in Komańcza, literalmente Monasterio de las Hermanas de la Sagrada Familia de Nazaret, en Komańcza) fue inaugurado en mayo de 1928. Se estableció como una casa de la Congregación de las monjas de la Sagrada Familia de Nazaret, en la diócesis de Przemysl. A principios de 1927 en una casa alquilada vivían cinco hermanas, que trabajan principalmente en la iglesia parroquial y la sacristía. El edificio de estilo suizo con ladrillos y los pisos superiores de madera fue construido sobre un prado de montaña por los trabajadores de Rymanów en 1929 y consagrada en 1931. Durante la ocupación nazi en el monasterio se acuartelaron los soldados alemanes. Al mismo tiempo, las monjas escondieron sacerdotes buscados y a judíos.
Del 29 de octubre de 1955 al 28 de octubre de 1956 en el monasterio fue internado el cardenal Stefan Wyszynski.